# Mortierella cogitans
Mortierella cogitans är en svampart som beskrevs av Degawa 1998. Mortierella cogitans ingår i släktet Mortierella och familjen Mortierellaceae.   Inga underarter finns listade i Catalogue of Life.